# Vincent Poursan
Vincent Poursan est un personnage récurrent de la série de bande dessinée Achille Talon de Greg. Très présent dans la série, c'est le stéréotype du petit commerçant mesquin et âpre au gain.

## Description
Il est petit et maigre, avec un long nez fin, coiffé invariablement d'un béret basque avec un crayon posé derrière l'oreille. Il s'efforce toujours avec succès d'obtenir d'Achille Talon un prix disproportionné eu égard à la marchandise livrée.
On le retrouve chaque fois dans un type de commerce différent : épicier, libraire, pharmacien, brocanteur, antiquaire, etc. 

## Marques des produits
- « Acropoil, dépilatoire de choc »
- « Vair n°2, contre le ténia »
- « Rush, le laxatif des champions »
- « Crémathor, un paradisiaque feu d’enfer! »

## Pancartes
- « Œufs frais du jour, arrivages tous les jeudis. »
- « Pas de distribution avant 15 heures. »
- « Promotion du mois : 2 pour le prix de 3 ! »